# 中川広子
中川広子（なかがわ ひろこ）は、日本の映画監督。札幌大谷短期大学卒。高等学校時代より、放送局でラジオドラマのシナリオを執筆。札幌大谷短期大学時代には、北海道大学の映画サークルに所属。在学中に5分間の短編映画を初監督。短大卒後は、映画の自主製作を手掛け続ける。1999年「ホーリー・ハニー・プレイ」で函館港イルミシオン映画祭シナリオ大賞を受賞した。